# (5813) Eizaburo
(5813) Eizaburo ist ein Asteroid des Hauptgürtels, der am 3. November 1988 vom japanischen Astronomen Takuo Kojima an der Sternwarte in Chiyoda (IAU-Code 897) in der Präfektur Tokio in Japan entdeckt wurde.
Der Himmelskörper wurde nach dem japanischen Forschungsreisenden, Alpinisten und Ingenieur Eizaburo Nishibori (1903–1989) benannt, der durch eine Vakuumröhre und durch die Einführung von Qualitätsmanagementmethoden zur industriellen Entwicklung beitrug. Er leitete die erste antarktische Überwinterung Japans.